# Дорки Малые
Дорки́ Ма́лые — село в Палехском районе Ивановской области. Входит в Раменское сельское поселение.

## География

Вид на Дорки Малые с дороги

Находится в 11 км к северо-западу от Палеха. Через село протекает река Матня.

## История
В начале XVII века в Малых Дорках было остановлено продвижение польских отрядов.
По писцовым книгам 1628-30 годов село Малые Дорки значилось за князем Михаилом Федоровичем Борятинским, в селе тогда были двор вотчинников и 7 дворов людских. Каменный храм построен в Дорках в 1800 году на средства помещика Михаила Соломоновича Маркова. Престолов в этом храме было три: главный во имя Преображения Господня, в трапезе теплой во имя Святого Николая Чудотворца и во имя святого апостола Никанора. В селе с 1862 года существовала народная школа, учащихся в 1897 году — 55.

## Население
| 1859 | 1905 |
| ---- | ---- |
| 263  | 236  |

| 1859 | 1905 | 2010 |
| ---- | ---- | ---- |
| 263  | ↘236 | ↘33  |

## Русская православная церковь
В селе ранее существовала Преображенская церковь (построена в 1800).

## Инфраструктура
В 2007 в селе Дорки Малые открылся сельский музей «Русская изба».